# Verre volcanique
Pour les articles homonymes, voir Verre (homonymie).

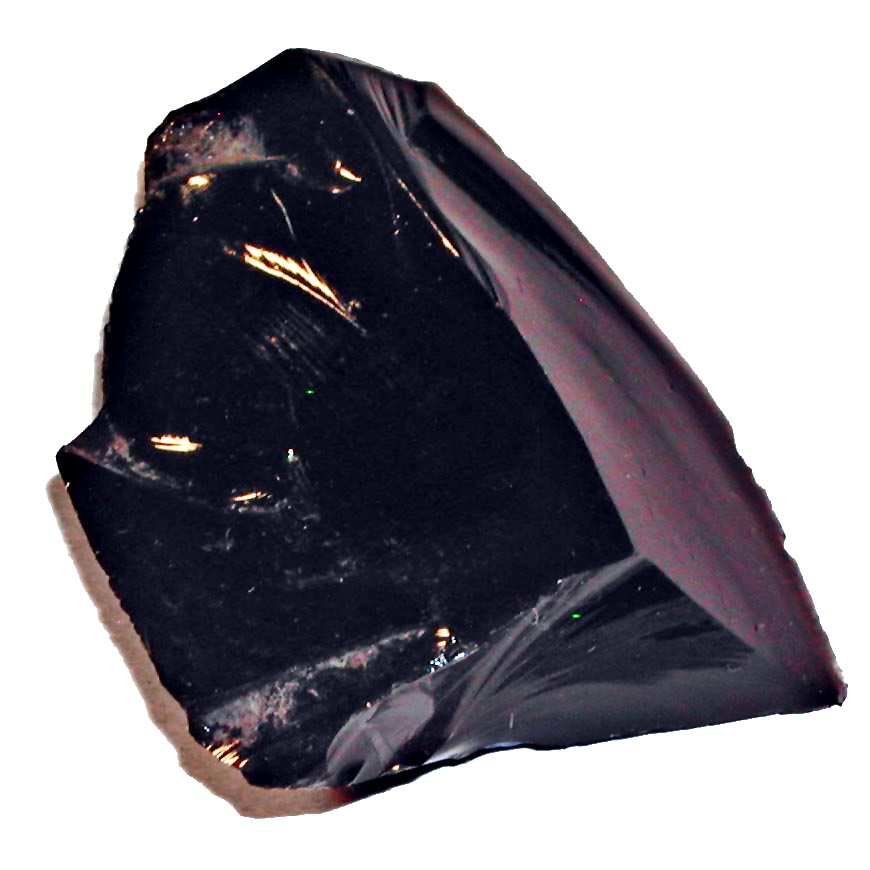
L'obsidienne, exemple de verre volcanique.

Un verre volcanique est un matériau amorphe issu du refroidissement rapide d’un magma. 

## Description
Les minéraux n'ayant pas eu le temps ou la possibilité de cristalliser, il apparaît au microscope comme une pâte amorphe. Les roches volcaniques contiennent souvent du verre volcanique entourant des cristaux qui eux ont eu le temps de se former, mais certaines sont essentiellement constituées de verre, comme la ponce, l'obsidienne ou les différents types d'hyaloclastites. Les roches contenant essentiellement du verre volcanique ont une structure dite hyaline. 
La couleur de ce verre au microscope polarisant, en lumière non analysée, peut varier du jaune au noir, et il s'éteint entre polariseurs croisés car il est isotrope. 